# Allein auf der Pirateninsel
Allein auf der Pirateninsel (Originaltitel The New Swiss Family Robinson) ist ein US-amerikanischer Abenteuerfilm unter der Regie von Stewart Raffill aus dem Jahr 1998 nach dem Roman Der Schweizerische Robinson von Johann David Wyss.

## Handlung
Die Familie Robinson, bestehend aus Vater Jack, Mutter Anna, den Söhnen Shane und Todd und der Tochter Elizabeth genannt „Lizzy“, möchte von Hongkong nach Sydney segeln, da Jack dort seinen neuen Job beginnt. Am fünften Tag ihrer Reise werden sie von dem Piraten Sheldon (Jacks ehemaliger Geschäftspartner in Hongkong) und seiner Mannschaft angegriffen, der einen Schatz auf der Yacht der Robinsons versteckt hat, um diesen aus Hongkong herauszuschmuggeln. Die Familie entkommt, doch durch einen Sturm laufen sie auf ein Riff und erleiden Schiffbruch auf einer einsamen Insel. Sie schaffen es, Teile der Yacht wieder zu bergen, lernen Überlebenstechniken und errichten ein Lager. Shane entdeckt Françoise, ein französischsprachiges asiatisches Mädchen, das ebenfalls auf der Insel lebt. Sie ist Überlebende eines Flugzeugabsturzes. Die Familie Robinson freundet sich mit Françoise und ihrem Orang-Utan an. Die Piraten kehren zurück, doch gemeinsam schaffen die Familie Robinson und Françoise es, die Piraten zu überlisten und zurück in die Zivilisation zu entkommen.

## Hintergrund
Der Film wurde im Sommer 1997 auf Puerto Rico gedreht. Die Dreharbeiten mussten unterbrochen werden, weil die Hauptdarstellerin Jane Seymour tagelang unter hohem Fieber litt und halluzinierte. Bei Dreharbeiten im Malibu Creek verletzte ein abgerichteter Jaguar eine Trainerin, was zunächst als Unfall angesehen wurde. Eine Woche später biss dasselbe Tier Terry Moore, der es aufgezogen hatte. Der Jaguar wurde danach nicht mehr in Filmen eingesetzt, er wurde aber nicht getötet.
Allein auf der Pirateninsel war ursprünglich für das Kino vorgesehen. Es soll eine nicht näher spezifizierte Veröffentlichung am 25. Dezember 1998 gegeben haben. Am 10. Januar 1999 wurde der Film von ABC in der Reihe The Wonderful World of Disney gezeigt und als Premiere beworben. Die deutsche Erstveröffentlichung war am 4. März 1999 auf Premiere.

## Kritiken
Allein auf der Pirateninsel wurde weitgehend negativ bewertet. Der Filmguide von RadioTimes schreibt, man solle manche Klassiker in Ruhe lassen. Im Zeitalter von GPS, Handys und dem Internet wirke die Geschichte absurd. Cinema kritisiert „[t]örichte Dialoge und harte Brutalität“ und schließt mit dem Fazit „Hier wurde lächerlich mit komisch verwechselt“. Auch Lynne Hefley bemängelte in ihrer Kritik für die Los Angeles Times die Dialoge, die sie als albern und unfreiwillig komisch bezeichnete, und die Gewalt. Der Film kümmere sich nicht um die Mühen und den Einfallsreichtum der Schiffbrüchigen, die die Geschichte auszeichnen. Das Lexikon des internationalen Films findet den Film uninspiriert und sieht eher eine „Urlaubsidylle“ als ein „spannendes Abenteuer“.